# Epione dereticularia
Epione dereticularia är en fjärilsart som beskrevs av Rudolph 1936. Epione dereticularia ingår i släktet Epione och familjen mätare. Inga underarter finns listade i Catalogue of Life.